# CITES
El CITES (de l'anglès Convention on International Trade in Endangered Species of Wild Fauna and Flora, tractat sobre comerç internacional d'espècies salvatges de fauna i flora en perill) és un acord internacional entre governs amb la finalitat d'assegurar que el comerç internacional d'animals i plantes no n'amenaça la supervivència. A l'octubre de 2008 oferia diferents nivells de protecció a més de 30.000 espècies, subespècies i poblacions.
El CITES va sorgir d'una resolució adoptada el 1963 per membres de la Unió Internacional per a la Conservació de la Natura (UICN); el seu text fou acordat per representants de 80 països el 3 de març de 1973 a Washington DC, i es va començar a aplicar l'1 de juliol de 1975. A octubre de 2008, té 173 membres. L'afiliació al tractat és voluntària; els estats membres que s'hi afilien estat obligats a respectar-lo, però no és cap llei, sinó que fa la funció de marc legal que cada estat ha de respectar adaptant-hi les seves lleis.
Les espècies cobertes pel CITES es detallen en tres apèndixs, segons el grau de protecció que necessiten:
- Apèndix I: inclou espècies en perill d'extinció, el comerç de les quals només està permès en circumstàncies excepcionals;
- Apèndix II: inclou espècies que no estan necessàriament amenaçades, però el comerç de les quals cal controlar per a evitar activitats incompatibles amb la seva supervivència;
- Apèndix III: inclou espècies que estan protegides almenys a un país, el qual ha demanat ajuda a altres membres del CITES per a controlar-ne el comerç.